# Sant’Ilario d’Enza (stacja kolejowa)
Sant’Ilario d’Enza (wł. Stazione di Sant’Ilario d’Enza) – stacja kolejowa w Sant’Ilario d’Enza, w prowincji Reggio Emilia, w regionie Emilia-Romania, we Włoszech. Stacja znajduje się na linii Mediolan – Bolonia.
Według klasyfikacji RFI ma kategorią brązową.

## Historia
Stacja została otwarta w 1859 roku, w ramach otwarcia linii z Piacenzy do Bolonii.

## Linie kolejowe
- Mediolan – Bolonia